# Gerrie Schaap
Gerrie Schaap (Landsmeer, 9 november 1964) is een voetbaltrainer en voormalig Nederlands profvoetballer die op meerdere posities inzetbaar was. Momenteel is hij trainer van VV Woudrichem.

## Loopbaan als speler
Schaap speelde in 15 seizoenen meer dan 400 competitiewedstrijden in het betaalde voetbal. Hij stond onder contract bij achtereenvolgens Telstar, Emmen, sc Heerenveen, TOP Oss, FC Den Bosch en VVV. Na het seizoen 1999-2000 zette hij een punt achter zijn profcarrière en kwam hij nog twee seizoenen uit in het amateurvoetbal.

## Clubstatistieken
| Seizoen | Club          | Land      | Competitie     | Duels | Goals |
| ------- | ------------- | --------- | -------------- | ----- | ----- |
| 1985/86 | Telstar       | Nederland | Eerste divisie | 28    | 11    |
| 1986/87 | Telstar       | Nederland | Eerste divisie | 35    | 8     |
| 1987/88 | Emmen         | Nederland | Eerste divisie | 24    | 6     |
| 1988/89 | Emmen         | Nederland | Eerste divisie | 21    | 5     |
| 1989/90 | Emmen         | Nederland | Eerste divisie | 32    | 15    |
| 1990/91 | sc Heerenveen | Nederland | Eredivisie     | 31    | 2     |
| 1991/92 | sc Heerenveen | Nederland | Eerste divisie | 35    | 7     |
| 1992/93 | sc Heerenveen | Nederland | Eerste divisie | 28    | 3     |
| 1993/94 | sc Heerenveen | Nederland | Eredivisie     | 24    | 1     |
| 1994/95 | TOP Oss       | Nederland | Eerste divisie | 32    | 5     |
| 1995/96 | TOP Oss       | Nederland | Eerste divisie | 33    | 0     |
| 1996/97 | FC Den Bosch  | Nederland | Eerste divisie | 18    | 2     |
| 1997/98 | FC Den Bosch  | Nederland | Eerste divisie | 30    | 0     |
| 1998/99 | FC Den Bosch  | Nederland | Eerste divisie | 29    | 4     |
| 1999/00 | VVV           | Nederland | Eerste divisie | 17    | 0     |
| Totaal  | Totaal        | Totaal    | Totaal         | 417   | 69    |